# Чирук Олександр Сергійович
Чирук Олександр Сергійович (5 липня 1992 — 19 вересня 2023) — старший стрілець-оператор механізованого взводу 118 ОМБр, що загинув у ході російського вторгнення в Україні беручи участь у боях за Роботине.

## Життєпис
З перших днів повномасштабного вторгнення покинув все і став до лав Збройних Сил України
Старший стрілець-оператор механізованого взводу 118ОМБр
Загинув 19 вересня 2023 біля села Роботине Запорізької області

## Нагороди
- Орден «За мужність» ІІІ ступеня.